# S. R. Ranganathan

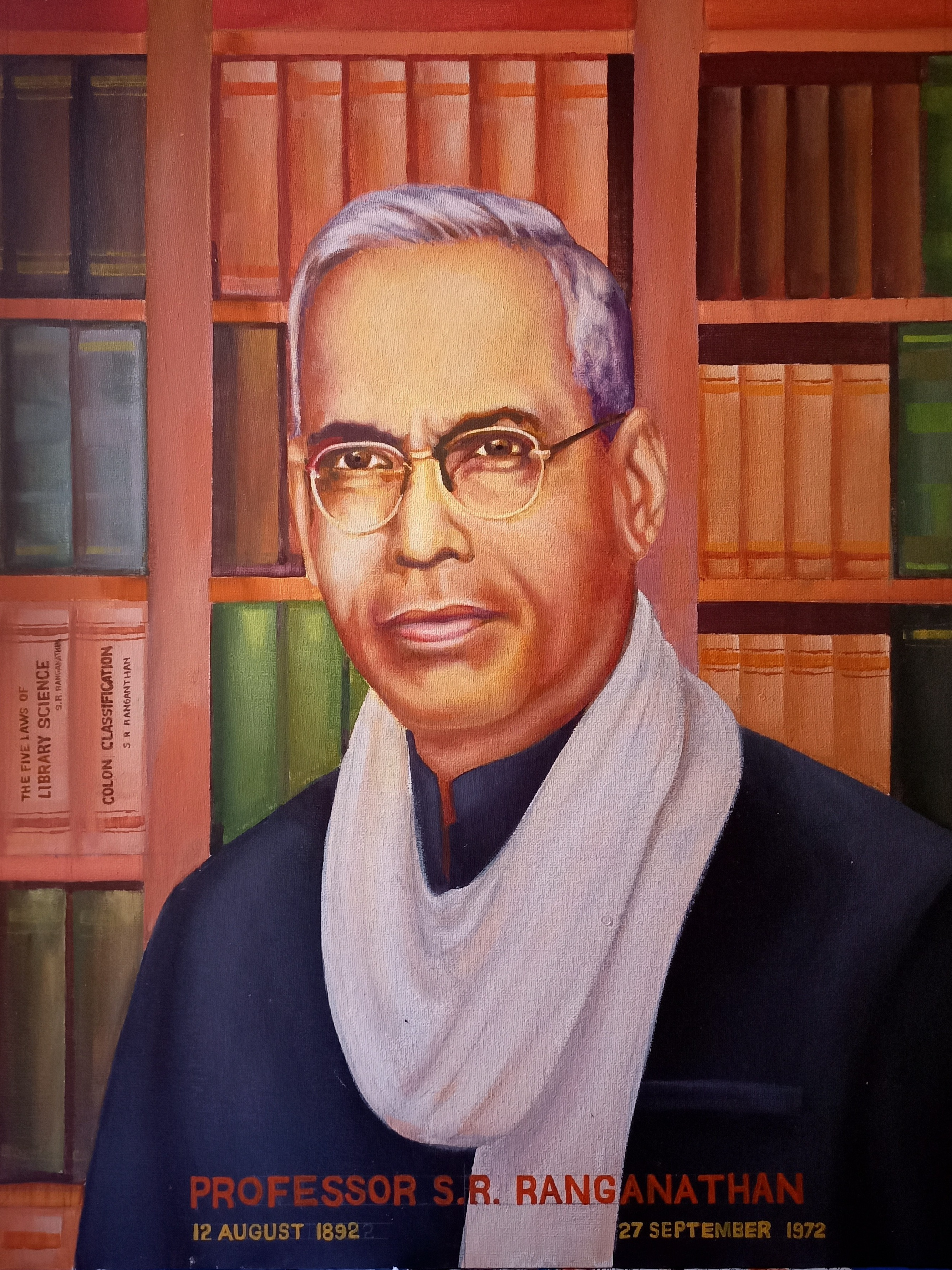
Porträt von S. R. Ranganathan

S. R. Ranganathan (Shiyali Ramamrita Ranganathan; * 9. August 1892 in Shiyali, Tamil Nadu; † 27. September 1972 in
Bangalore) war ein indischer Mathematiker und Bibliothekar. Er entwickelte die „fünf Gesetze der Bibliothekswissenschaft“, die nicht sehr weit verbreitete, aber einflussreiche Colon-Klassifikation und prägte den Begriff der Informationslogistik. Er gilt als Vater der Bibliothekswissenschaft in Indien.
Seine fünfjährige Karriere als Professor für Mathematik an den Universitäten Mangalore, Coimbatore und Madras wurde durch sein Stottern erschwert (ein Handicap, das er im Laufe seines Lebens überwinden konnte).
Ursprünglich plante Ranganathan nicht, Bibliothekar zu werden. Als aber 1923 die University of Madras einen Bibliothekar für die Universitätsbibliothek suchte, um die schlecht organisierte Sammlung zu organisieren, wurde er aus 900 Bewerbern ausgewählt.
Seine Kenntnisse auf dem Gebiet des Bibliothekswesens beschränkten sich zu diesem Zeitpunkt auf einen Artikel aus der Encyclopedia Britannica, sodass er zunächst nach London ging, um dort Bibliothekswesen zu studieren. Während dieses Aufenthaltes wurde sein Interesse für die Probleme der Klassifizierung geweckt und er entwarf 1933 die Grundzüge der Colon-Klassifikation (eine Facettenklassifikation).
Als Ranganathan nach Indien zurückkehrte, war er zu einem passionierten Bibliothekar geworden, überzeugt von der Wichtigkeit eines funktionierenden Bibliothekswesens für die indische Nation. Für die nächsten zwanzig Jahre war er der Direktor der Universitätsbibliothek Madras. In dieser Zeit gründete er die Madras Library Association und engagierte sich für die Einrichtung öffentlicher Bibliotheken und einer indischen Nationalbibliothek.
1931 veröffentlichte er seine „fünf Gesetze der Bibliothekswissenschaft“:
- Bücher sind zum Benutzen da („Books are for use“)
- Jedem Buch seinen Leser („Every book its reader“)
- Jedem Leser sein Buch („Every reader his book“)
- Die Zeit des Lesers sparen („Save the time of the reader“)
- Eine Bibliothek ist ein wachsender Organismus („A library is a growing organism“)

Nach Konflikten mit der Universitätsleitung gab Ranganathan die Stelle an der Universitätsbibliothek Madras nach 20 Jahren auf und übernahm eine Professur für Bibliothekswissenschaft an der Banaras Hindu University in Varanasi.
Von 1955 bis 1957 lebte Ranganathan in Zürich, weil sein Sohn eine europäische Frau geheiratet hatte. Er kehrte bald nach Indien zurück, obwohl er in dieser Zeit zahlreiche Kontakte innerhalb der europäischen bibliothekarischen Gemeinschaft aufbauen und pflegen konnte. Während dieser Zeit stiftete er eine Professur an der Universität Madras.
1957 wurde ihm der Padma Shri, der vierthöchste zivile Orden Indiens, verliehen.
1962 gründete Ranganathan das Documentation Research and Training Centre in Bangalore. 1965 wurde er zur Ehrung seiner Beiträge zur Bibliothekswissenschaft von der indischen Regierung zum Nationalen Professor für Forschung („National Research Professor“) ernannt.
Am 27. September 1972 starb er nach längerer Krankheit an den Folgen einer Bronchitis.
Sein Enkel Ranga Yogeshwar arbeitete als Redakteur und Moderator beim Westdeutschen Rundfunk.

## Werke (Auswahl)
- The five laws of library science (1931)
- The colon classification. Rutgers Univ. Press, New Brunswick, N.J. 1965.
- A descriptive account of the Colon Classification. Repr. Sarada Ranganathan Endowment for Library Science, Bangalore 1990, ISBN 81-85273-46-4.
- Indian library manifesto. ABC Publ. House, New Delhi 1991, ISBN 81-7123-046-6.
- A librarian looks back. An autobiography of Dr. S. R. Ranganathan; appended with an evaluation of his life and work by P. N. Kaula. ABC Publ. House, New Delhi 1992, ISBN 81-7123-048-2.